# Bruno Adriani
Bruno Adriani (* 18. August 1881 in Werne; † 7. Januar 1971 in Carmel-by-the-Sea) war ein deutsch-US-amerikanischer Jurist,  Kunsthistoriker und Mäzen.

## Leben
Adriani begann nach einem Jurastudium 1903 das Gerichtsreferendariat in Hannover, 1908 wurde er dort Gerichtsassessor. Ab 1910 war er als Rechtsanwalt in Potsdam tätig.
Adriani war seit 1923 im Rang eines Regierungsrats beim Polizeipräsidium Berlin für die Theaterzensur zuständig. Er wurde 1926 Mitglied der Preußischen Oberprüfstelle für Schund- und Schmutzschriften, die gemäß dem 1926 erlassenen Gesetz zur Bewahrung der Jugend vor Schund- und Schmutzschriften eingerichtet wurde, und wurde 1928 zum Oberregierungsrat befördert. Im April 1930 wechselte er als Ministerialrat ins Preussische Kultusministerium, schied dort aber im November des Jahres auf eigenen Wunsch aus, die Presse kommentierte dies, dass Adriani es finanziell nicht nötig habe und sich seiner Bücher- und Gemäldesammlung widmen wolle. Adriani war Mitglied des Verwaltungsrats der Deutschen Theater GmbH Berlin und hatte viele Verbindungen im Berliner Kulturleben, was seinen eigenen weitgefassten Interessen entgegenkam.
Adriani war mit der US-amerikanischen Malerin Sadie Adriani verheiratet. Sie emigrierten Ende 1930 nach Genf in der Schweiz, wo sie die Tochter Rosemarie Chamberlain an Kindes statt annahmen. Ende 1936 wechselte das Ehepaar Adriani in die USA, wo sie sich im Herbst 1941 schließlich in Carmel-by-the-Sea in Kalifornien niederließen. Am 23. Mai 1941 wurde er amerikanischer Staatsbürger. Bei dem ebenfalls emigrierten Berliner Galeristen Karl Nierendorf in New York City publizierte Adriani kunsthistorische Essays. Adriani stand seit seiner Jugend unter dem Einfluss des George-Kreises und war mit Robert Boehringer befreundet, für den er in der Schweiz den Essay über Baudelaire und George schrieb.
Das Ehepaar Adriani stiftete Anfang der 1960er Jahre ihre Kunstsammlung als „Bruno & Sadie Adriani Collection“ den Fine Arts Museums of San Francisco, darunter waren ein Stillleben von Vincent van Gogh und von Claude Monet eine Seine-Landschaft.

Tiger (Marmorrelief), verschollen (1931)

Seit den Zwanziger Jahren war Adriani mit dem Bildhauer Philipp Harth befreundet, über den er 1939 eine Monographie veröffentlichte, von dem er einige Bildwerke (Adler (befindet sich heute auf dem Gelände des Tor House des Dichters Robinson Jeffers in Carmel), Kleinplastiken, Reliefs) erwarb und mit dem er bis zu Harths Tod 1968 in engem Briefkontakt stand. In seiner Sammlung befanden sich u. a. das Holzrelief einer Kamelherde von 1927 sowie das Marmorrelief eines Tigers von 1931, die beide seit 1971 als verschollen gelten.

## Schriften
- Ueber das Lesen französischer lyrischer Dichtungen, Ulm : Aegis-Verl., 1952
- Pegot Waring, New York; NY : Nierendorf Ed., 1945
- Problems of the sculptor, New York; NY : Nierendorf Gallery, 1943
  - Probleme des Bildhauers, Ulm : Aegis-Verl., 1948
- Philipp Harth, Berlin : Ulrich Riemerschmidt Verlag, 1939
- Baudelaire und George, Berlin : U. Riemerschmidt Verl., 1939
- Porträt eines Kunstkritikers, in: Das Kunstblatt, 1931, S. 323f